# Carlos Filipe, Príncipe de Schwarzenberg
Karl Philipp, Fürst zu Schwarzenberg (ou Charles Philip, Príncipe de Schwarzenberg; 18/19 de abril de 1771 – 15 de outubro de 1820) foi um austríaco Generalíssimo e antigo Marechal de Campo. Ele entrou inicialmente para o serviço militar em 1788 e lutou contra os turcos. Durante a Guerra Revolucionária Francesa, ele lutou ao lado dos aliados contra a França e nesse período ascendeu nas fileiras do Exército Imperial. Durante as Guerras Napoleônicas, ele lutou na Batalha de Wagram (1809), que os austríacos perderam decisivamente contra Napoleão. Ele teve que lutar por Napoleão na Batalha de Gorodechno (1812) contra os russos e venceu. Durante a Guerra da Sexta Coalizão, ele estava no comando do exército aliado que derrotou decisivamente Napoleão na Batalha de Leipzig (1813). Ele participou da Batalha de Paris (1814), que forçou Napoleão a abdicar.
Schwarzenberg é bem lembrado por sua participação nas guerras contra Napoleão de 1803 a 1815. Durante a Guerra da Sexta Coalizão para derrotar Napoleão, Schwarzenberg foi um pioneiro do Plano Trachenberg que levou ao sucesso na Batalha de Leipzig e, posteriormente, às campanhas contra Napoleão em solo francês. Durante a última fase da guerra, ele conquistou muitas vitórias que lhe renderam fama e reputação como comandante militar, particularmente durante suas campanhas na Alemanha, Suíça e França durante a guerra em 1814. Nos anos que se seguiram à guerra, Schwarzenberg serviu como diplomata para o Império Austríaco e posteriormente serviu como embaixador austríaco no Império da Rússia e também representou a Áustria no Congresso de Viena.

## Antecedentes

### Família
Karl Philipp nasceu em 18/19 de abril de 1771 em Viena, filho de Johann Nepomuk Anton de Schwarzenberg, que era membro do ramo cadete do principado de Schwarzenberg, e Marie Eleonore Condessa de Öttingen-Wallerstein, cuja família governava a região conhecida como Condado de Öttingen desde o século XI. Seu ancestral Ludovicus de Otingen que era membro de uma família parente da imperial Casa de Hohenstaufen, que governou o Sacro Império Romano durante a Idade Média. Ele era um de treze irmãos, sete dos quais não chegaram à idade adulta. Sua família descende da linhagem dos Príncipes de Schwarzenberg da ilustre e nobre Casa de Schwarzenberg, cuja linhagem pode ser rastreada até pelo menos o século XVI. Suas raízes começaram com os Senhores (Príncipes) de Seinsheim na Idade Média e eles possuíam terras e feudos na Francônia e na Boêmia. Quando o fundador da linhagem Schwarzenberg, Erkinger de Seisheim, adquiriu as terras e o castelo de Schwarzenberg no Sacro Império Romano, Erkinger foi posteriormente nomeado Freiherr (Barão) da região em 1429. Eles foram inicialmente nomeados condes imperiais pelo Sacro Imperador Romano e posteriormente passaram a ser contados entre a nobreza alemã e austríaca durante o século XVIII. Mais tarde, o Imperador Francisco I da Áustria concedeu um título de Príncipe de Schwarzenberg especificamente para Karl Phillip, por seu serviço militar ativo e contribuições durante as Guerras Napoleônicas. Seu ramo do principado de Schwarzenberg ainda continua até os dias atuais. Durante os primeiros anos de sua vida, Schwarzenberg passou por extenso treinamento militar desde tenra idade. Devido ao seu alto nascimento, posição e ao relacionamento de sua família com a Casa de Habsburgo, ele foi alistado no exército austríaco como tenente em 1788 e, nesse mesmo ano, passou a vivenciar a guerra pela primeira vez em sua vida.

## Início da carreira militar

### 1788–1792

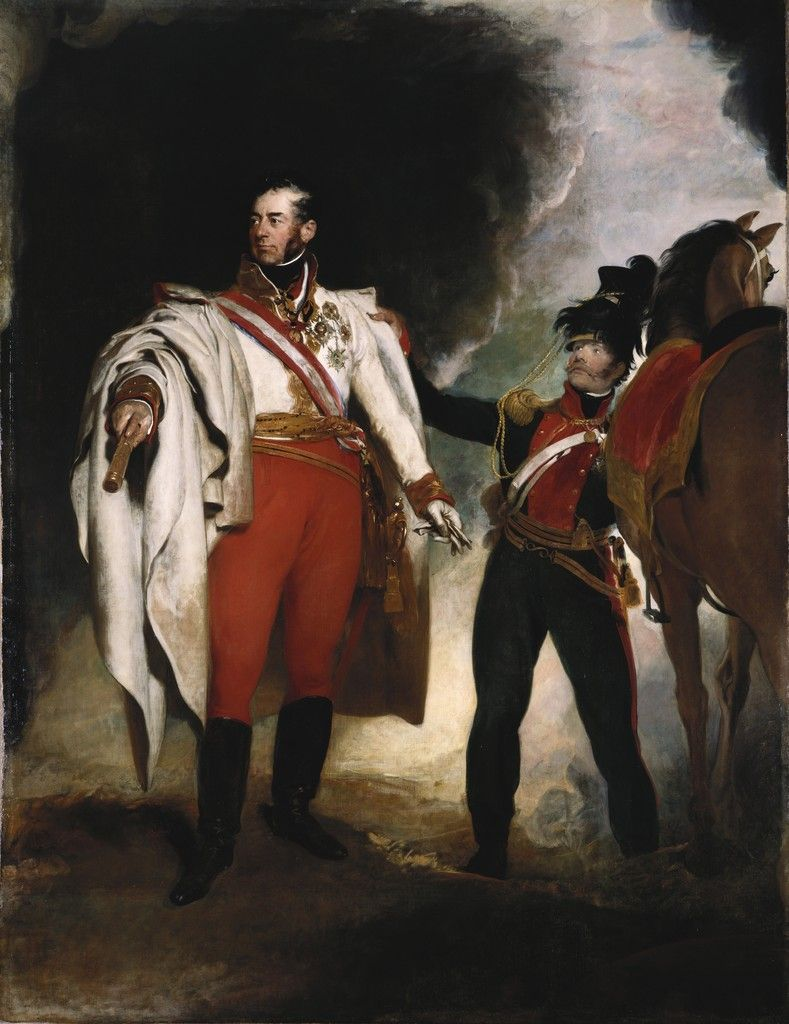
Retrato em uniforme

Karl Philipp entrou na cavalaria imperial em 1788, lutou em 1789 sob os generais austríacos Franz Moritz Graf von Lacy e Ernst Gideon Freiherr von Laudon contra o Império Otomano, durante a Guerra Austro-Turca. Essa guerra foi resultado da agressão da Imperatriz russa Catarina, a Grande e do Império Russo contra o Império Otomano, e como a Áustria era aliada da Rússia, isso desencadeou o envolvimento aberto da Áustria no conflito. Na guerra, ele se distinguiu por sua bravura, tornando-se major em 1792 e fazendo campanhas extensivamente nos Bálcãs.

### Guerra Revolucionária Francesa

#### 1792–1801

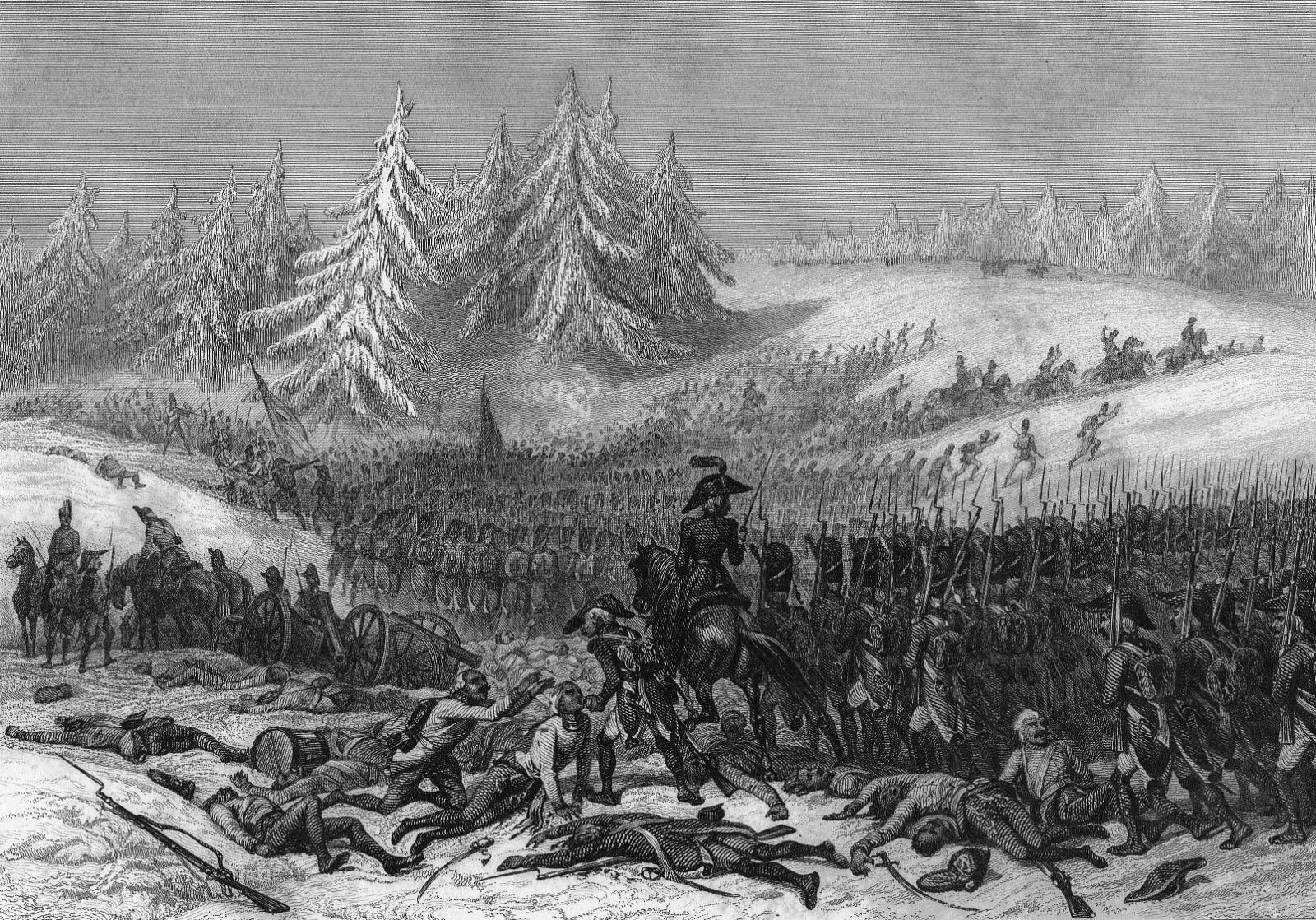
A Batalha de Hohenlinden, na qual Schwarzenberg participou sob o comando do Arquiduque João da Áustria. Embora a batalha tenha sido uma derrota desastrosa, Schwarzenberg, que comandava a ala direita do exército austríaco, conseguiu recuar com relativa segurança em boa ordem, salvando assim todo o exército austríaco.

Durante a eclosão da Revolução Francesa, a Europa experimentou um dos incidentes políticos mais notáveis da história, durante o qual a Casa de Bourbon, a família real francesa e seus membros foram executados ou fugiram, o que também levou à dissolução do sistema hierárquico francês e também à descentralização do poder investido na Igreja e na Nobreza. Isso resultou no estabelecimento de uma França que passou a ser governada por um governo republicano liderado pelos revolucionários. As grandes potências da Europa se opuseram à República Francesa, temendo que tais revoluções pudessem acontecer em seus respectivos países, declarando guerra à França e subsequentemente invadindo o país, iniciando assim um conflito que durou de 1792 a 1801.

#### O Reno e os Países Baixos
Na campanha francesa de 1793, Schwarzenberg serviu na guarda avançada do exército comandado pelo Príncipe Josias de Coburgo. Na batalha de Le Cateau-Cambrésis em 1794, sua carga impetuosa à frente de seu regimento, vigorosamente apoiada por doze esquadrões britânicos, rompeu todo um corpo dos franceses (cerca de 25 000 homens), matou e feriu 3 000 homens e capturou 32 canhões do inimigo. Ele foi imediatamente condecorado com a Cruz de Cavaleiro da Ordem Militar de Maria Teresa por sua conduta.
Durante os estágios intermediários da guerra, após participar das vitórias austríacas nas batalhas de Amberg e Würzburg em 1796, ele foi elevado ao posto de general-major e, em 1799, foi subsequentemente promovido a Generalleutnant. Na Batalha de Hohenlinden (3 de dezembro de 1800), as forças austríacas sob o Arquiduque João da Áustria se engajaram em uma batalha decisiva com o exército francês sob o comando do General Jean Moreau, que os austríacos acreditavam estar "derrotado". No entanto, os franceses não estavam derrotados, mas haviam preparado uma emboscada para os austríacos e atacaram quando os austríacos estavam saindo da floresta de Ebersberg. A ala esquerda austríaca foi atacada pela divisão do General Antoine Richepanse, levando a uma derrota desastrosa. Durante a batalha, Schwarzenberg liderou uma divisão na ala direita. Durante a retirada, sua prontidão e coragem salvaram a ala direita do exército austríaco da destruição, e o Arquiduque Carlos da Áustria posteriormente lhe confiou o comando da retaguarda.
Após a batalha, os austríacos sofreram um grande revés, bem como outra derrota na Batalha de Marengo (14 de junho de 1800), o que levou à conclusão da Guerra da Segunda Coalizão e também ao Tratado de Lunéville em 1801. Como resultado do tratado, os austríacos aceitaram o domínio francês até o Reno e reconheceram as repúblicas fantoche francesas na Itália. Dois anos antes, o governo republicano francês, o Diretório, foi derrubado no Golpe de 18 de Brumário em 1799, sob um certo general francês brilhante e famoso, Napoleão Bonaparte, que se declarou Primeiro Cônsul e posteriormente Imperador do recém-formado Império Francês em 1803. Em 1804, o Príncipe Karl Philipp foi nomeado Fürst zu Schwarzenberg com um título idêntico, mas separado, do de seu irmão,  de.

## Guerras Napoleônicas

### 1805–1812
Na Guerra da Terceira Coalizão, ele comandou uma divisão sob Mack e quando Napoleão cercou Ulm em outubro, Schwarzenberg era um dos bandos de cavalaria sob o Arquiduque Fernando da Áustria-Este que abriu caminho através das linhas hostis. Embora Schwarzenberg e o Arquiduque Fernando tenham conseguido retirar suas unidades, o infeliz exército do General Mack teve que se render ao exército de Napoleão, o que representou um golpe na moral militar da Áustria e levou à sua eventual derrota. No mesmo ano, Schwarzenberg recebeu a Cruz de Comandante da Ordem de Maria Teresa e em 1809 foi premiado com a Ordem do Tosão de Ouro.
Em 1809, a guerra eclodiu novamente entre Napoleão e a Áustria, devido à frustração da Áustria com suas concessões territoriais a Napoleão e para vingar as humilhações sofridas pela Áustria durante as guerras anteriores das coalizões. Durante os estágios iniciais da guerra, a Áustria teve sucesso em derrotar Napoleão na Batalha de Aspern-Essling, sob o comando do Arquiduque Carlos da Áustria, e estava confiante em sua vitória. Schwarzenberg participou da Batalha de Wagram (julho de 1809), que os austríacos perderam e na qual ele liderou uma divisão de cavalaria no Corpo de Reserva e logo depois foi promovido a general de cavalaria.
Em 1812, Schwarzenberg assinou o Tratado de Paris, tornando a Áustria uma aliada da França. Os austríacos foram forçados por Napoleão a enviar Schwarzenberg (a quem Napoleão tinha em alta estima), comandando um corpo austríaco de cerca de 30 000 homens, para o Grande Armée para a invasão francesa da Rússia. Ele teve que mostrar comprometimento suficiente para agradar Napoleão sem irritar a Rússia. No final, ele não conseguiu proteger o Grande Armée de um ataque de flanco no Berezina. Suas tropas lutaram com bravura e coragem, e ele liderou seus exércitos à vitória em Gorodetschna e Wolkowisk. No final de novembro, seus soldados se retiraram para os quartéis de inverno em Bialystok sob um acordo verbal com os russos. Dos 30 000 soldados que entraram na Rússia sob o comando de Schwarzenberg, 7 000 foram mortos em batalha e outros 4 000 morreram de doença e exposição. Napoleão disse em suas memórias, que Schwarzenberg, em vez de avançar para Minsk, recuou para Varsóvia e abandonou o exército francês, permitindo assim que Chichagov tomasse Minsk. Posteriormente, sob instruções de Napoleão, ele permaneceu inativo por alguns meses em Pultusk.

### 1813–1815
Em 1813, após a desastrosa invasão da Rússia por Napoleão ter fracassado, as nações aliadas, que incluíam Rússia, Prússia, Suécia e Grã-Bretanha, formaram a Sexta Coalizão contra Napoleão. Inicialmente, a Áustria não se juntou à Coalizão, tentando em vez disso negociar um tratado de paz com Napoleão, com Klemens von Metternich, o Ministro das Relações Exteriores austríaco, sendo enviado para encontrar-se pessoalmente com o Imperador dos Franceses. As condições estabelecidas pela Áustria eram que os estados fantoches franceses, como a Confederação do Reno e os reinos clientes na Itália, fossem dissolvidos, a Polônia fosse reparticionada e as Províncias Ilírias e outros territórios austríacos ocupados pela França (desde 1797) fossem devolvidos à Áustria. Napoleão recusou o acordo, considerando-o uma "humilhação" em vez de um tratado de paz. Quando a Áustria, após muitas hesitações, finalmente se juntou à coalizão contra Napoleão, Schwarzenberg, recentemente nomeado para o comando supremo do exército austríaco, foi designado comandante-chefe do Exército da Boêmia aliado, contando com cerca de 230 000 homens. Esta foi a primeira vez que Schwarzenberg assumiu o comando sênior de um grande exército em sua carreira, podendo agora liderar este exército da maneira que julgava necessária, tomando mais decisões e definindo estratégias para os aliados.

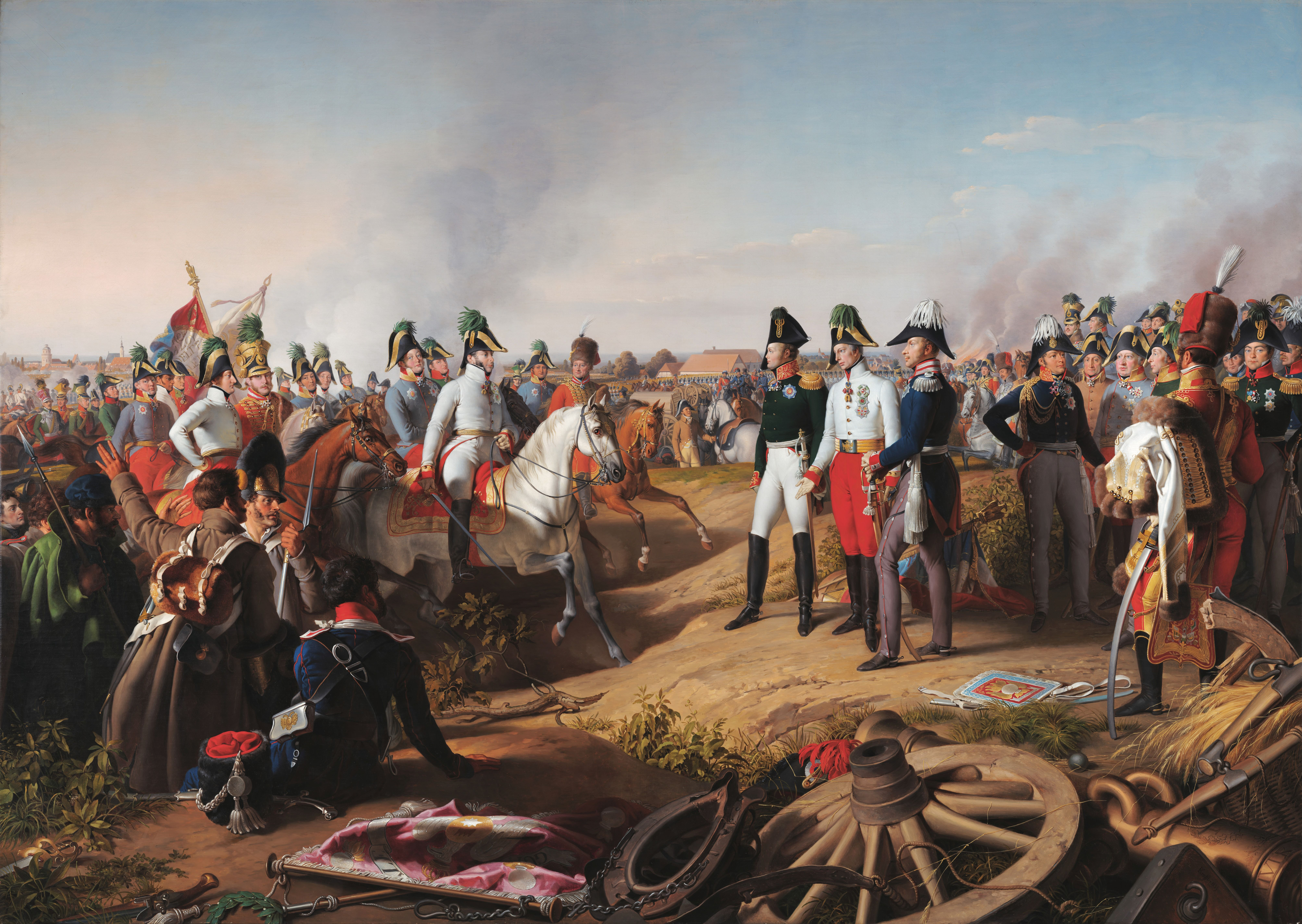
A Declaração de Vitória Após a Batalha de Leipzig Johann Peter Krafft. Esta pintura retrata as consequências da Batalha de Leipzig, na qual o Príncipe Schwarzenberg (a cavalo) reporta a Alexandre I da Rússia (direita), Francisco II da Áustria (meio) e Frederico Guilherme III da Prússia (esquerda) a vitória aliada.

Como tal, ele era o mais graduado dos generais aliados que conduziram a campanha de 1813–1814. Os aliados enfrentaram muitas adversidades, incluindo as táticas ousadas de Napoleão, então os aliados estavam em um dilema: enfrentar Napoleão em batalha ou recuar. Os comandantes aliados então elaboraram uma ideia para derrotá-lo em batalha, e Schwarzenberg foi um dos principais pioneiros desta estratégia, que hoje é conhecida como o Plano de Trachenberg. A ideia era que, em vez de enfrentar Napoleão diretamente, eles dividiriam seus respectivos exércitos e atacariam onde Napoleão não estivesse ou quando pudessem combinar seus exércitos contra ele. O plano provou ser um sucesso e levou a várias vitórias aliadas. Sob seu comando, Schwarzenberg desobedeceu ao plano de não se envolver diretamente em batalha com Napoleão, e o Exército da Boêmia aliado foi massacrado por Napoleão na Batalha de Dresden em 26–27 de agosto e empurrado de volta para a Boêmia. No entanto, seu exército derrotou as forças francesas perseguidoras na Segunda Batalha de Kulm (17 de setembro de 1813). Retornando à refrega, ele liderou seu exército para o norte novamente e desempenhou um papel importante na decisiva derrota de Napoleão na Batalha de Leipzig, também conhecida como a "Batalha das Nações" em 16–18 de outubro. Na batalha, juntamente com os monarcas Imperador Alexandre I da Rússia, Imperador Francisco da Áustria e Frederico Guilherme III da Prússia, Schwarzenberg dirigiu a batalha e, devido à cooperação dos aliados contra Napoleão em Leipzig, isso mudou o rumo da guerra a favor dos aliados.
Após a Batalha de Leipzig, durante a invasão da França em 1814, ele atacou através da Suíça e derrotou uma força francesa na Batalha de Bar-sur-Aube em 27 de fevereiro. Isso marcou a primeira vez em quase 20 anos que um exército estrangeiro havia invadido o território francês. Ele repeliu um ataque de Napoleão na Batalha de Arcis-sur-Aube em 20–21 de março e superou a última barreira antes de Paris ao vencer a Batalha de Fère-Champenoise em 30 de março. O exército austríaco de Schwarzenberg, juntamente com o exército prussiano do Marechal Gebhard Leberecht von Blücher e o exército russo do General Barclay de Tolly, sitiou a cidade de Paris em 26 de março. Após um dia de combate, os marechais franceses Auguste de Marmont e Bon-Adrien Jeannot de Moncey, percebendo que toda esperança estava perdida e sentindo que Paris não poderia sobreviver a um cerco por um exército superior, renderam a cidade ao exército aliado. A captura da capital francesa em 31 de março após a Batalha de Paris resultou na derrubada de Napoleão e, subsequentemente, em sua abdicação no Tratado de Fontainebleau assinado em 11 de abril. Isso eventualmente levou ao breve exílio de Napoleão na ilha de Elba em 1814. A captura de Paris encerrou com sucesso o domínio e a dominação de Napoleão sobre a Europa, e depois, as Grandes Potências começaram a reconstrução da estrutura política e geográfica da Europa no Congresso de Viena.
No ano seguinte, durante os Cem Dias, quando Napoleão escapou de Elba e recuperou o trono francês, Schwarzenberg comandou o Exército do Alto Reno (um exército austro-aliado de cerca de um quarto de milhão de homens) nas hostilidades que se seguiram. No entanto, à medida que os aliados reuniam suas forças, os austríacos não tiveram que lutar uma única batalha, porque o Exército Anglo-Aliado, sob o comando do Duque de Wellington, e os prussianos sob o comando do Marechal de Campo Blücher, derrotaram conjuntamente Napoleão na Batalha de Waterloo em junho de 1815. Assim, o período de vinte anos de instabilidade e conflito na Europa chegou ao fim e o Congresso de Viena pôde completar seu trabalho. Os acordos e condições do congresso levaram ao redesenho do mapa da Europa e à criação de um novo equilíbrio de poder entre as Grandes Potências do continente, visando evitar novos conflitos importantes na Europa. Isso se mostrou bem-sucedido e levou a um período de relativa calma e paz entre as nações europeias por meio século.

## Carreira diplomática
Durante 1806–1809, Schwarzenberg serviu como embaixador austríaco na Rússia. Ele havia servido anteriormente como embaixador na França de 1809 a 1814.
Após a Guerra da Quinta Coalizão (1809), na qual a Áustria sofreu uma derrota esmagadora e foi forçada a ceder terras nas Ilíria, Salzburgo e Galícia como compensação, Schwarzenberg participou da assinatura do Tratado de Schönbrunn (14 de outubro de 1809). Em 1810, ele foi enviado a Paris como embaixador para negociar o casamento de 1810 entre Napoleão e a Arquiduquesa Maria Luísa da Áustria. O príncipe deu um baile em honra da noiva em 1 de julho de 1810, que terminou em um incêndio que matou muitos dos convidados, incluindo sua própria cunhada, esposa de seu irmão mais velho, Joseph.

Karl Philipp, Príncipe de Schwarzenberg, por um artista desconhecido.

### Doença
Após o fim das guerras Revolucionárias e Napoleônicas francesas, a saúde de Schwarzenberg deteriorou-se progressivamente. Pouco depois, em 1816, tendo perdido sua irmã Caroline, a quem era profundamente apegado, ele adoeceu. Um derrame o incapacitou em 1817 e, em 1820, ao revisitar Leipzig (o cenário da "Batalha das Nações" que ele havia dirigido sete anos antes), sofreu um segundo derrame. Ele morreu lá em 15 de outubro. Com a notícia de sua morte, o Império Austríaco declarou três dias de luto pelo grande general e Vencedor de Leipzig. Até mesmo o Imperador Alexandre I da Rússia disse que:
"A Europa perdeu um herói e eu um amigo, um que eu sentirei falta enquanto viver."

## Casamento e descendentes
O Príncipe casou-se com a Condessa Maria Anna von Hohenfeld (20 de maio de 1767–1848), que era a viúva do Príncipe Anton Esterhazy von Galantha. Eles tiveram três filhos:
- Friedrich, Príncipe de Schwarzenberg (1800–70), seu filho mais velho, teve uma carreira aventureira como soldado e descreveu suas andanças e campanhas em várias obras interessantes, das quais a mais conhecida é Wanderungen eines Lanzknechtes (1844–1845). Ele participou como oficial austríaco na supressão da Revolta de Cracóvia em 1846, na Primeira Guerra de Independência Italiana e Revolução Húngara de 1848 em 1848, e como amador na Conquista francesa da Argélia, nas Guerras Carlistas na Espanha e na guerra civil suíça da Sonderbund. Tornou-se major-general no exército austríaco em 1849 e morreu após muitos anos de lazer bem preenchido em 1870.
- Karl II Borromäus Philipp (1802–1858), o segundo filho, foi um Feldzeugmeister, e Governador da Transilvânia (1851-1858).
- Edmund Leopold Friedrich (1803–73), seu terceiro filho, foi um Marechal de Campo no exército austríaco.

Dos sobrinhos de Schwarzenberg, Felix Schwarzenberg, o estadista, também foi notável, e Friedrich Johann Josef Coelestin (1809–1885) foi um cardeal e uma figura proeminente na história papal e austríaca. A família Schwarzenberg moderna descende deste ramo, onde até hoje a família ainda detém as terras e o castelo de Schwarzenberg na Boêmia, atual República Tcheca, onde continuaram a desempenhar um papel na política e no exército do país.

## Honras

### Por País
- Monarquia Habsburgo:
  - Cavaleiro da Ordem Militar de Maria Teresa, 25 de maio de 1794;[13] Comendador, 1806;[14] Grã-Cruz, 1813[15]
  - Cavaleiro do Tosão de Ouro, 1809[15]
  - Grã-Cruz de Santo Estêvão, 1810[16]
  - Cruz do Exército 1813/14 em ouro, 1814
- França:
  -  Império Francês: Grande Águia da Legião de Honra, 1811[17]
  -  Reino da França: Cavaleiro do Espírito Santo, 1816[18]
- Império Russo:
  - Cavaleiro de São Jorge, 1ª Classe, 8 de outubro de 1813[19]
  - Cavaleiro de Santo André, 11 de outubro de 1813[19]
  - Cavaleiro de Alexandre Nevsky, 11 de outubro de 1813[19]
- Suécia: Grã-Cruz da Espada, 1ª Classe, 20 de fevereiro de 1814[20]
- Reino da Baviera:
  - Grã-Cruz da Ordem Militar de Max Joseph, 27 de fevereiro de 1814[21]
  - Cavaleiro de São Huberto, 1814[22]
- Reino da Sardenha: Cavaleiro da Anunciação, 4 de janeiro de 1815[23]
- Dinamarca: Cavaleiro do Elefante, 30 de abril de 1815[24]
- Reino Unido: Grã-Cruz Honorária do Banho (militar), 18 de agosto de 1815[25]
- Países Baixos: Grã-Cruz da Ordem Militar de Guilherme, 27 de agosto de 1815[26]
- Reino de Hanôver: Grã-Cruz da Ordem Guélfica Real, 1816[27]

## Galeria

### Brasão e retratos

Brasão de armas dos príncipes de Schwarzenberg
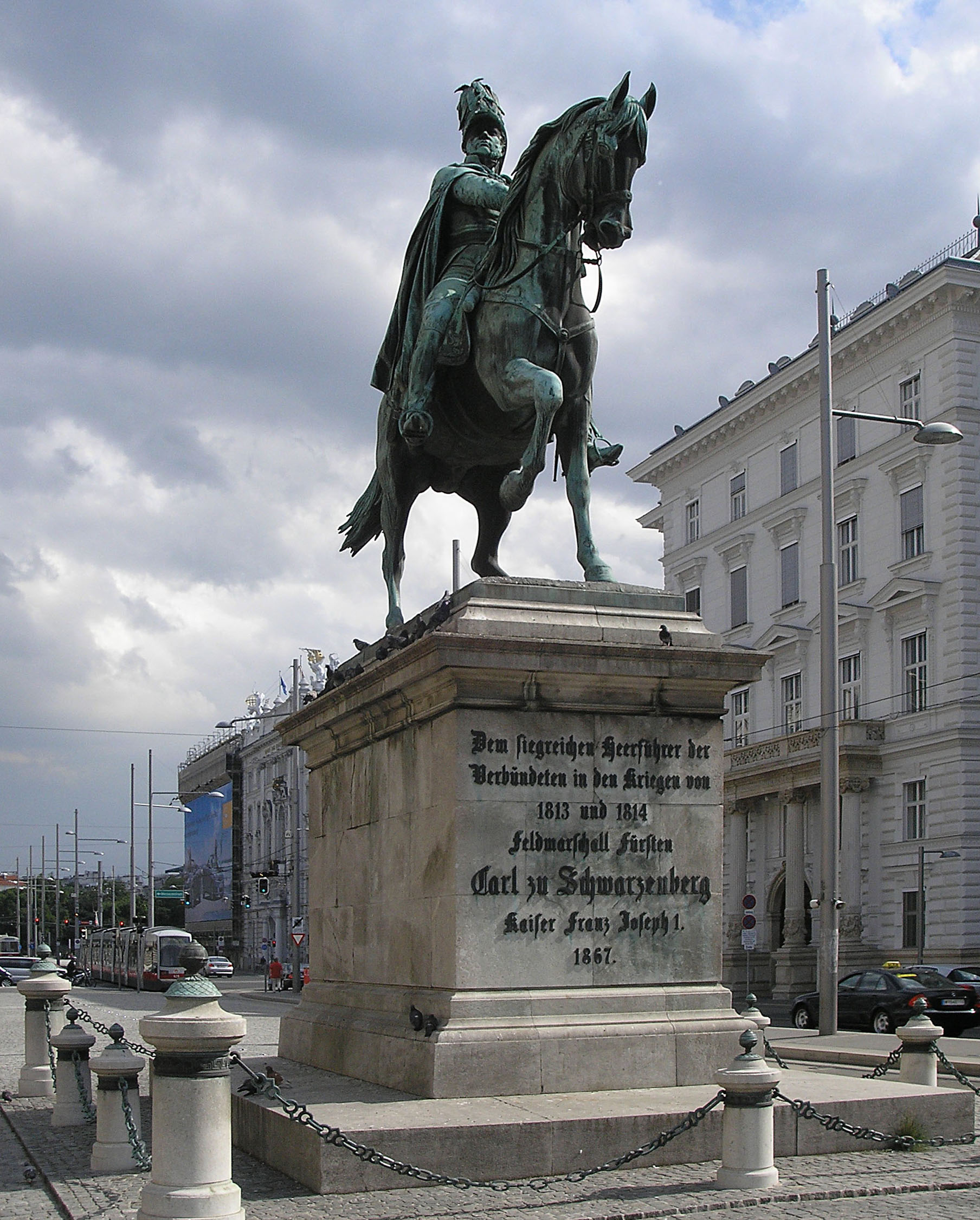
Monumento Schwarzenberg na Schwarzenbergplatz, Viena, por Ernst Julius Hähnel
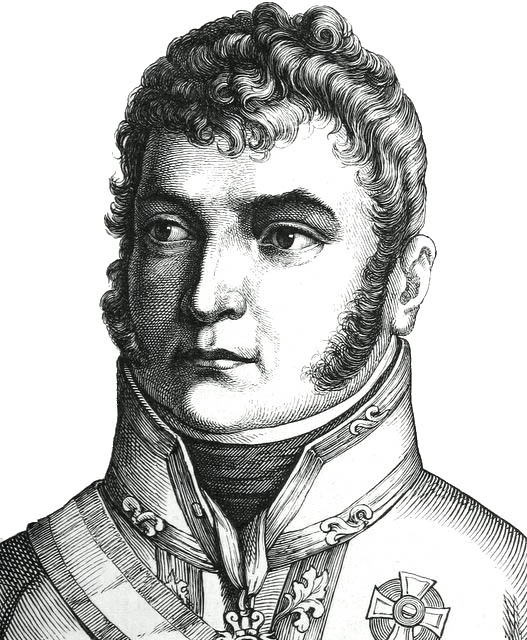
Gravura de "Zweihundert deutsche Männer in Bildnissen und Lebensbeschreibungen", por Ludwig Bechstein, 1854
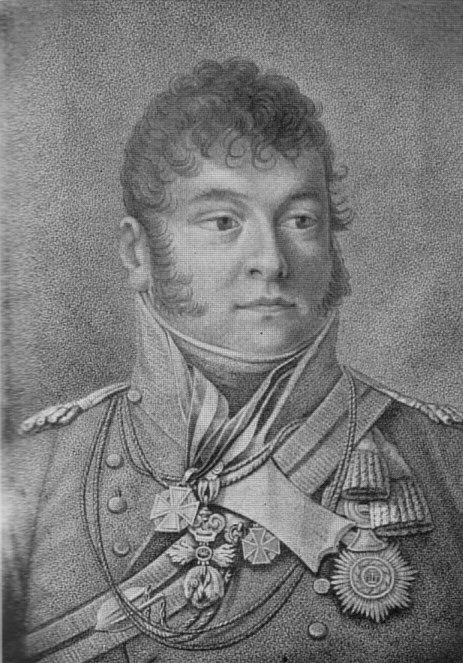
Gravura de J. Egger de uma pintura a óleo de J. Merz.

### Atribuição
- Este artigo incorpora texto  (em inglês) da Encyclopædia Britannica (11.ª edição), publicação em domínio público. Notas finais:
  - Anton von Prokesch-Osten: Denkwürdigkeiten aus dem Leben des Feldmarschalls Fürsten Carl zu Schwarzenberg. Vienna, 1823
  - Adolph Berger: Das Fürstenhaus Schwarzenberg. Vienna, 1866
  - e uma memória de Adolph Berger em Streffleur's Österreichische Militärische Zeitschrift Jhg. 1863.